# Hsiao Bi-khim
Hsiao Bi-khim (Minnan (Traditional Han script): 蕭美琴)  (Kōbe, 7 d'agost de 1971) és una activista pels drets LGBT, política i diplomàtica taiwanesa que va ser membre del Iuan Legislatiu de 2002 a 2008 i de nou entre 2012 i 2020. Des de juliol de 2020, Hsiao exerceix com a representant de la República de la Xina (Taiwan) als Estats Units.
Nascuda a Kobe, prefectura de Hyōgo (el Japó), Hsiao va créixer en Tainan (Taiwan) abans de traslladar-se als Estats Units. Es va graduar en el Oberlin College el 1993 i en la Universitat de Colúmbia amb un màster en ciències polítiques el 1995.
És membre del Partit Progressista Democràtic (DPP) i una figura important en els cercles de política exterior del DPP. Anteriorment va ser vicepresidenta de la Internacional Liberal.